# Gökhan İnler
Gökhan İnler (Olten, 27 de junho de 1984) é um ex-futebolista suíço de origem turca que atuava como volante.

## Carreira

### Início na Suíça
Inler começou sua carreira profissional pelo Basel, indo ao Aarau e ao Zurich, conquistando a Superliga Suíça nas temporadas 2005–06 e 2006–07.

### Udinese e Napoli
Após quatro temporadas na Udinese, transferiu-se para o Napoli em 2011, clube pela qual conquistou duas vezes a Copa da Itália.

### Leicester
Atuou sete vezes pelo Leicester na campanha que os sagraram campeões da Premier League de 2015–16. Devido ao sucesso da dupla Danny Drinkwater e N'Golo Kanté, permaneceu mais tempo no banco de reservas, o que culminou em não ser convocado à Seleção Suíça para a Euro 2016. Entretanto, garantiu o número mínimo de partidas para ser laureado com a medalha de ouro com os Foxes.

### Besiktas
Foi contratado pelo Besiktas, da Turquia, no dia 31 de agosto de 2016. O volante recebeu a camisa de número 80.

### İstanbul Başakşehir
Após deixar o Besiktas, seguiu no futebol turco e assinou com o Istanbul Basaksehir em 2017. Pelo novo clube, o jogador conquistou a Süper Lig na temporada 2019–20.

## Seleção Nacional
Atuou pelas categorias Sub-21 da Suíça e da Turquia. Estreou pela Seleção Suíça principal em 2006, tendo entrado em campo 89 vezes e marcado sete gols. Representou sua Seleção na Eurocopa de 2008 e em duas Copas do Mundo FIFA, sendo o capitão da equipe em 2014.

## Estilo de jogo
É conhecido pela sua tenacidade, capacidade de entrega em campo e por ser um volante que se adapta de forma versátil às táticas. Auxilia seu time ofensivamente tanto quanto defensivamente. É reconhecido por ser ambidestro e pelos seus chutes de média-distância, pela sua visão e precisão nos passes e por retomar a posse de bola para seus companheiros. Por causa de sua altura e atributos físicos, é efetivo também no combate aéreo.

## Títulos
Zurique
- Superliga Suíça: 2005–06 e 2006–07

Napoli
- Copa da Itália: 2011–12 e 2013–14
- Supercopa da Itália: 2014

Leicester
- Premier League: 2015–16

Beşiktaş
- Süper Lig: 2016–17

İstanbul Başakşehir
- Süper Lig: 2019–20

Adana Demirspor
- TFF 1. Lig: 2020–21